# Кени (Илиноис)
Кени (енгл. Kenney) град је у америчкој савезној држави Илиноис.

## Демографија
По попису из 2010. године број становника је 326, што је 48 (-12,8%) становника мање него 2000. године.
| Група             | 2000.       | 2010.       |
| Белци             | 368 (98,4%) | 320 (98,2%) |
| Афроамериканци    | 2 (0,5%)    | 0 (0,0%)    |
| Азијати           | 1 (0,3%)    | 1 (0,3%)    |
| Хиспаноамериканци | 3 (0,8%)    | 2 (0,6%)    |
| Укупно            | 374         | 326         |